# Собор Наборито
Собор Наборито (яп. 世界平和記念聖堂), или Хиросимский мемориальный собор всемирного мира — собор епархии Хиросимы Римско-католической церкви в районе Нака города Хиросима, в префектуре Хиросима, в Японии.

## История
Ранее в районе Ноборимати на месте современного собора стояла деревянная католическая церковь. 6 августа 1945 года она была уничтожена взрывом атомной бомбы. Дом причта не был снесён ударной волной, но сгорел в последовавшем за ней пожаре.
Настоятель церкви Ноборимати, иезуит Гуго Лассаль выжил, несмотря на полученные тяжелые ранения. После атомной бомбардировки Хиросимы у него возник замысел построить в опустошенном городе христианский собор ради непрестанного поминовения погибших и молитвы за мир во всем мире. По итогам конкурса на лучший проект собора победила работа известного японского архитектора Тангэ Кэндзо.
Строительством собора руководил Мурано Того. Строительство велось на пожертвования жителей послевоенной Хиросимы и верующих со всего мира.
Работы начались 6 августа 1950 года. Ровно через четыре года строительство храма было завершено.
25 февраля 1981 года собор посетил Папа Иоанн Павел II, который во время проповеди в храме огласил «Призыв к миру». В 1983 году в соборе провели капитальный ремонт.
В июле 2006 года собору Наборито, вместе с Музеем мира в Хиросиме, был присвоен статус культурных ценностей Японии.

## Описание
Собор построен из железобетона и дерева, в смешении японского и западного архитектурного стилей. Узкие бетонные сваи опоясывают здание.
Орган, витражи, мозаики и колокола были переданы храму в дар от верующих Кёльна. Общая площадь собора равняется 1230 м². Высота колокольни составляет 45 м. В 1980-х годах собор был самым высоким зданием города Хиросима.